# Nesto Jacometti
Nesto Jacometti, né le 24 mars 1898 à Locarno et mort le 3 décembre 1973 dans la même ville, est un éditeur d'estampes et collectionneur suisse.

## Biographie
Selon Pierre Chessex, Nesto (ou Ernesto) Jacometti, fils d'Angelo, minotier, et de Disolina Malgarini, est d'origine italienne. En 1923, il se marie avec Maria Muheim à Andermatt.
Il quitte en 1928 sa famille pour Paris. Poète et ami des artistes de Montparnasse, il écrit pour des revues d'art et organise des expositions. En 1933, il publie un recueil de poèmes, Les Chansons du vagabond et Têtes de Montparnasse, un ensemble de vingt-cinq portraits de peintres et sculpteurs. Rentré en Suisse en 1939, il participe à Genève à des émissions radiophoniques, publie dans divers journaux et travaille à l'Office suisse du tourisme.
En 1949, Nesto Jacometti fonde avec Pierre Cailler La Guilde internationale de la gravure dont il est directeur artistique, puis, seul, L'Œuvre gravée en 1955. Les deux associés se séparent sur un différend concernant le nombre de tirages des matrices. Pierre Cailler souhaite continuer à limiter leurs tirages de 15 à 20 exemplaires tandis que Nesto Jacometti vise un nombre plus élevé. Les deux entreprises éditoriales contribuent au renouveau de l'estampe et éditent des gravures et lithographies d'artistes du XXe siècle.
Nesto Jacometti reçoit en 1953 le Grand prix de la critique à la Biennale de Venise pour sa contribution à l'histoire de l'art. Au milieu des années 60, il retourne à Locarno et lègue dans la décennie suivante à la ville presque toutes ses éditions et gravures ainsi que les œuvres de sa collection (1500 œuvres graphiques), déposées à la pinacothèque Casa Rusca où une présentation de sa donation est réalisée en 1994. Une nouvelle exposition en est organisée au musée Casorella en 2020.

## Quelques artistes dont Nesto Jacometti édite des gravures ou lithographies
- Mario Avati
- Roger Bissière
- Camille Bryen
- Massimo Campigli
- René Carcan
- Antoni Clavé
- Corneille
- Jean Couy
- Bertrand Dorny
- Max Ernst
- Hans Erni
- Maurice Estève
- Marcel Fiorini
- Johnny Friedlaender
- Léon Gischia
- Hans Hartung
- Jean Le Moal
- Jean Lurçat
- Alberto Magnelli
- Alfred Manessier
- Marino Marini
- Roberto Matta
- Louis Nallard
- Zoran Mušič
- Édouard Pignon
- Arthur-Luiz Piza
- Serge Poliakoff
- Gustave Singier
- Zao Wou-Ki[4].

## Ouvrages
- Les Chansons du vagabond, poèmes, dessins de Lippy (Lippy Lipshitz) et Sterling, Paris, éditions du Parnasse, 1933, 117 p.
- Têtes de Montparnasse, Paris, éditions Oreste Zeluk, 1933, 205 p.
- Gimmi, collection Peintres d'hier et d'aujourd'hui n° 1, Genève, éditions A. Skira, 1943, 59 p.
- Suzanne Valadon, collection Peintres d'hier et d'aujourd'hui, n° 4, Genève, Édition Pierre Cailler, 1947, 41 p.
- Art suisse contemporain, textes de Nesto Jacometti et Henri Troyat, catalogue d'exposition, Paris, galerie Charpentier, 1946, 60 p.
- Catalogue raisonné de l'œuvre gravé et lithographié de Zao Wou-Ki, 1949-1954, Berne, Gutekunst & Klipstein, 1955.